# Amphiacusta digrediens
Amphiacusta digrediens är en insektsart som beskrevs av Otte, D. 2006. Amphiacusta digrediens ingår i släktet Amphiacusta och familjen syrsor. Inga underarter finns listade i Catalogue of Life.